# Taro
Taro (jestiva ljuštarica, kolokazija; lat. Colocasia esculenta), biljna vrsta iz roda taro ili kolokazija, porodica Araceae, poznat u običnom govoru kao taro i srodan vrsti C. antiquorum, poznatoj kao "eddoe".
Taro je porijeklom iz južne Indije i jugoistočne Azije. To je trajnica, tropska biljka, koja se prvenstveno uzgaja kao korijenasto povrće zbog jestivoga škroba te kao lisnato povrće. Koristi se za hranu u Africi, Oceaniji i Indiji, a vjeruje se da je jedna od prvih kultiviranih biljaka.
Smatra se da je nastala u Indo-malajskoj regiji, vjerojatno u istočnoj Indiji i Bangladešu, a širila se prema jugoistočnoj i istočnoj Aziji te pacifičkim otocima, na zapad do Egipta i istočnog Sredozemlja, a zatim prema jugu i zapadu u istočnu i zapadnu Afriku, odakle se proširila na Karibe i Južnu Ameriku. 
U sirovom stanju je otrovna. Može narasti od jedan do dva metra visine, s listovima dugim do 60 cm.
Ima mnoge lokalne nazive, a često se naziva "slonove uši" kada se uzgaja kao ukrasna biljka.

## Galerija
- Polja taroa na Havajima
- Stabljike taroa na prodaji
- Gomolji taroa
- Taro burger